# William S. Key

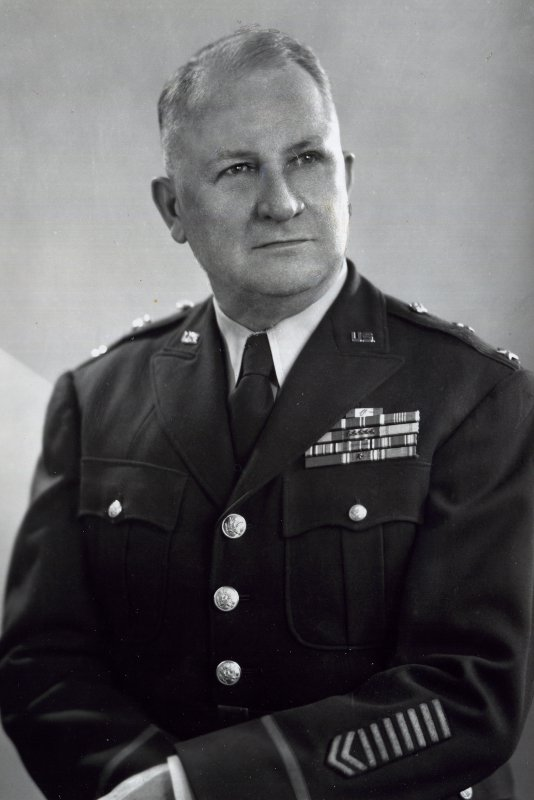
William S. Key

William Shaffer Key (* 6. Oktober 1889 in Dudleyville, Tallapoosa County, Alabama; † 5. Januar 1959 in Oklahoma City, Oklahoma) war ein Generalmajor der United States Army. Er war unter anderem Kommandeur des V. Corps.
William Key stammte aus dem Südstaat Alabama. Seine beiden Großväter hatten während des Bürgerkrieges im Heer der Konföderierten gedient. Nach seinem Abschluss an der High School der Stadt Opelika wurde er Mitglied der Georgia National Guard. Im Jahr 1911 zog er nach Wewoka im Bundesstaat Oklahoma, wo er unter anderem einen Eisenwarenhandel begann. Gleichzeitig wurde er Mitglied der Oklahoma National Guard, in der er es bis zum Jahr 1916 zum Hauptmann brachte. Als solcher kommandierte er eine Kompanie des 1. Oklahoma Infanterie-Regiments. Während der Mexikanischen Expedition war er mit seiner Einheit an der mexikanischen Grenze stationiert.
Kurz vor dem Eintritt der Vereinigten Staaten in den Ersten Weltkrieg wurde William Key nach Fort Sill in Oklahoma abkommandiert. Er wurde dann den Amerikanischen Expeditionsstreitkräften zugeteilt und nach Europa verschifft, um am Kriegsgeschehen teilzunehmen. Dort wurde er der 7. Infanterie-Division zugewiesen, bei der er als Quartiermeister diente. Mit seiner Einheit nahm er in der Folge an mehreren Schlachten teil und stieg bis zum Oberst auf.
Nach dem Krieg blieb Key Mitglied der Nationalgarde von Oklahoma. Außerdem setzte er seine geschäftlichen Tätigkeiten wie z. B. den Eisenwarenhandel fort. Als es in Oklahoma City zu Rassenunruhen kam und Gouverneur Jack C. Walton das Kriegsrecht verhängte, wurde William Key mit dem Kommando über den Militärbezirk von Oklahoma City betraut. Das Vorgehen des Gouverneurs wurde als illegal empfunden und führte bald darauf zu dessen Amtsenthebung. In den Jahren 1924 bis 1927 sowie nochmals von 1933 bis 1934 übte William Key das Amt des Leiters (Warden) des Staatsgefängnisses (Oklahoma State Penitentiary) aus. Zwischenzeitlich war er für kurze Zeit auch Leiter der Vereinigung amerikanischer Gefängnisdirektoren. In den Jahren 1928 bis 1932 war er zudem Mitglied des Begnadigungsausschusses seines Staates.
Neben diesen Tätigkeiten betrieb der inzwischen in Oklahoma City ansässige William Key immer mehr Geschäfte. Er war unter anderem im Ölgeschäft, in der Immobilienbranche, im Versicherungswesen und im Bankwesen tätig. In der Nationalgarde wurde er 1928 zum Brigadegeneral befördert. 1935 wurde er zudem Leiter der für Oklahoma zuständigen Abteilung der Works Progress Administration. Während seiner Zeit in dieser zum Erholungsprogramm aus der Weltwirtschaftskrise gehörenden Organisation wurden unter anderem 550 neue Schulgebäude errichtet. Es wurden auch zahlreiche andere Gebäude unter anderem auch für die Nationalgarde errichtet.
Als Mitglied der Demokratischen Partei versuchte William Key auch politisch tätig zu werden. Im Jahr 1938 bewarb er sich um die Nominierung seiner Partei für das Amt des Gouverneurs von Oklahoma. Im Wahlkampf wurden Key Unregelmäßigkeiten in seinem Bauprojekten für die Nationalgarde im Zusammenhang mit seiner Zeit bei der Works Progress Administration vorgeworfen, die er zurückwies. Letztlich belegte er in den Vorwahlen nur den zweiten Platz in seiner Partei. Der Sieger der Vorwahlen war Leon C. Phillips, der sich dann auch bei der eigentlichen Wahl gegen den Republikaner Ross Rizley durchsetzte.
Angesichts des drohenden Kriegseintritts der Vereinigten Staaten in den Zweiten Weltkrieg wurde William Key im September 1940 zum Kommandeur der 45. Infanterie-Division der United States Army, die zu großen Teilen aus Mitgliedern der Nationalgarde von Oklahoma bestand, ernannt. Dabei gehörte es zu seinen Aufgaben, die Division auf einen möglichen Kriegseinsatz vorzubereiten und den Soldaten die nötige Ausbildung zukommen zu lassen. Zwischen Januar und April 1942 war er als Nachfolger von Edmund L. Daley Kommandeur des V. Corps. Daran schloss sich seine Ernennung zum United States Army Provost Marshal General für den europäischen Kriegsschauplatz an. Sitz dieser Dienststelle war London. In seiner neuen Funktion war Key für das militärische Polizeiwesen verantwortlich. Zu diesem Zweck wurden Schulungen für die Militärpolizei durchgeführt. Es ging unter anderem auch um den zukünftigen Umgang mit Kriegsgefangenen oder mit der deutschen Bevölkerung während des im weiteren Kriegsverlauf erwarteten Vormarsches der Truppen. Nach dem Tod seines Vorgesetzten, Generalleutnant Frank Maxwell Andrews, im Mai 1943 wurde Key für vier Tage kommissarischer Kommandeur des European Theater of Operations, United States Army (ETOUSA). Zwischen Mai 1943 und Dezember 1944 war Key Kommandeur der auf Island stationierten US-Armee-Einheiten (Iceland Base Command). Anschließend war er in den Jahren 1945 und 1946 Leiter der US-amerikanischen Militärkommission in Ungarn.
Im August 1946 schied Generalmajor Key wieder aus der US Army aus, blieb aber bis 1949 weiterhin in der Nationalgarde von Oklahoma aktiv. Danach wurde er einer der Direktoren der Oklahoma Natural Gas Gesellschaft sowie Vorstandsvorsitzender der Oklahoma Historical Society. Im Jahr 1948 erhielt er zudem die Ehrendoktorwürde der University of Oklahoma. Key war seit dem 5. Mai 1914 mit Irene Genevieve Davis (1892–1969) verheiratet, mit der er drei Kinder hatte. William Key starb am 5. Januar 1959 in Oklahoma City und wurde auf dem dortigen Memorial Park Cemetery beigesetzt.

## Orden und Auszeichnungen
William Key erhielt im Lauf seiner militärischen Laufbahn unter anderem folgende Auszeichnungen:
- Army Distinguished Service Medal
- Legion of Merit
- Bronze Star Medal
- Army Commendation Medal
- Mexican Service Medal
- World War I Victory Medal
- American Defense Service Medal
- American Campaign Medal
- European-African-Middle Eastern Campaign Medal
- World War II Victory Medal
- Order of the Bath (Großbritannien)
- Falkenorden (Island)
- Oklahoma Distinguished Service Medal